# Maestro Benito

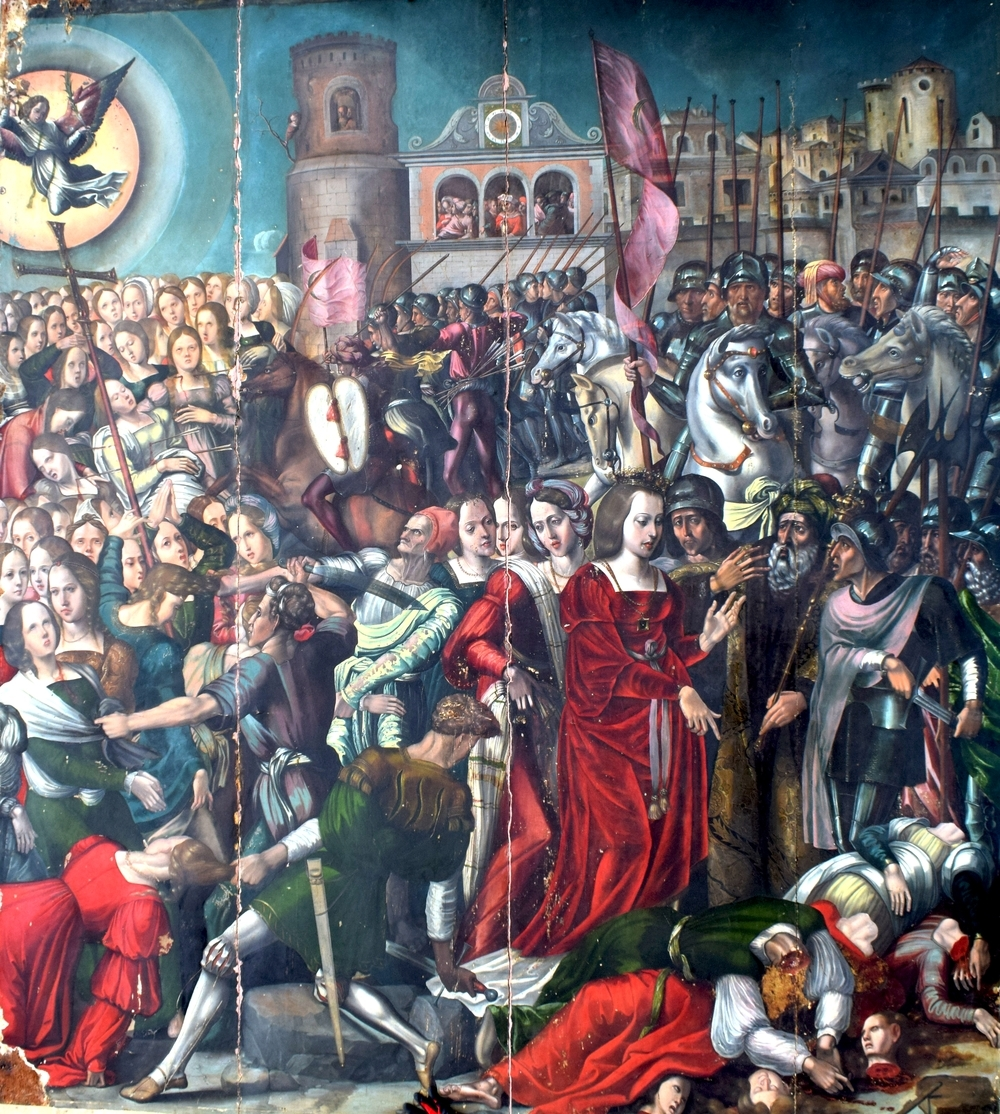
Maestro Benito:El martirio de Santa Úrsula y las once mil vírgenes, óleo sobre tabla, 267 x 230 cm, Catedral de san Antolín de Palencia.

El maestro Benito fue un pintor del siglo XVI establecido en la ciudad de Palencia. 

## Datos biográficos y obra
Prácticamente todos los datos de su biografía, así como muchas de sus obras, se han perdido. Su estilo, partiendo de las pocas obras conservadas, se ha relacionado con el de Juan de Flandes, uno los máximos exponentes de la pintura hispanoflamenca; ciertos rasgos de su arte son cercanos también a la pintura de otro gran maestro del Renacimiento español, Alonso Berruguete.
Dos citas documentales han permitido reconstruir, aunque de forma sumaria, la trayectoria de este artista. La primera tiene fecha de 1531, y es el pago por una pintura destinada a la catedral de Palencia, con el tema de Santa Úrsula y las 11.000 vírgenes, que debía adornar la capilla destinada a esta santa en la girola del templo. La segunda lo cita en 1533 como vecino de Palencia, en la calle de Santa Fe, indicando que pagaba tres reales de alcabala. Está atestiguada así su pertenencia a la escuela pictórica palentina de finales del XV y principios del siglo XVI, que era en esos momentos un importante foco irradiador del Renacimiento en Castilla.
La pintura para la catedral de Palencia se ha conservado y es su única obra documentada, siendo la referencia para las demás obras atribuidas a este pintor. Se expone en el trasaltar de la Capilla Mayor de la catedral, trasladada desde la capilla para la que fue concebida, debido seguramente a un cambio de advocación, pues dicha capilla está dedicada a san José actualmente. La pintura fue restaurada en el año 2020 debido a su deficiente estado de conservación.
Es una pintura sobre tabla de grandes dimensiones (267 x 230 centímetros) de composición compleja y elaborada. El artista muestra un escenario con figuras que tienden a la isocefalia, colocadas en registros horizontales sin demasiado interés por la perspectiva y la profundidad espacial. Lo cruel del martirio queda remarcado por los violentos movimientos y escorzos de los verdugos así como por la explícita representación de varios cuerpos decapitados de las compañeras de santa Úrsula que aparecen en primer término. La Santa aparece en el centro de la composición, un poco desplazada hacia un lado, y destaca entre los demás personajes por la riqueza de su atuendo: corona sobre sus cabellos rubios, cordón de oro con un joyel al cuello y suntuoso vestido de terciopelo rojo ceñido por un cíngulo. Al fondo se muestra una ciudad con torres y una loggia de arquitectura renacentista con desproporcionadas figuras que contemplan el martirio. A la izquierda, un rompimiento de gloria, en forma de mardorla redonda con un ángel volandero que entrega palmas de victoria a las mártires. 
Como se ha indicado anteriormente, los especialistas señalan la cercanía con Juan de Flandes en los tipos anatómicos y los rostros, especialmente los femeninos, y la atención al detalle en cabellos y telas. Sin embargo, el fondo de paisaje plano y esquemático y el desinterés por el espacio tridimensional y el volumen son contrapuestos a la forma de hacer de este maestro. El cromatismo, de entonación general metálica, así como el gusto por la forma serpentinata y el dramatismo y crispación de algunos tipos humanos se han visto como posible influjo de Alonso Berruguete. Ambos maestros trabajaban en la diócesis de Palencia a inicios del siglo XVI.

## Otras obras
A partir de esta única obra documentada en la catedral palentina, se han ido añadiendo al catálogo de este autor otras obras, con atribución más o menos fundamentada, la mayoría de ellas en colecciones privadas, lo que ha contribuido al relativo desconocimiento de este artista durante siglos. 
- Retablo en la iglesia de san Agustín. Capillas (Palencia). Seguramente procedente del antiguo Hospital de todos los Santos del mismo pueblo, ya desaparecido.
- Retablo mayor de la iglesia de san Pedro, Montealegre de Campos (Valladolid). Atribuido al maestro por Matthias Weninger y considerada una de sus obras de mayor calidad.
- Retablo de san Miguel, colección particular. Fechado en 1536 en una inscripción en el banco. Obra poco estudiada y conocida solo por fotografías, muestra el estilo del maestro en todos sus detalles.
- Anunciación, Catedral de León. Alas de un tríptico cuya parte central no se conserva.
- Cristo y la Hemorroísa. Iglesia de san Facundo y san Primitivo, Cisneros (Palencia). Relacionada con su estilo y considerada obra anónima.
Se le atribuye, asimismo, la intervención en algunas obras asignadas a Juan de Flandes; así, las tablas de la Anunciación y la Visitación del retablo mayor de la catedral de Palencia, cuya autoría también ha sido dada a Juan Tejerina; o la Ascensión de Cristo, perteneciente a la iglesia de san Lázaro de Palencia, conservada hoy en el Museo del Prado.
Una "Virgen con el Niño" en el mercado de arte, atribuida erróneamente a Juan de Flandes, ha de ser puesta sin embargo en relación con el Maestro Benito, con cuyo estilo tiene parecidos evidentes. 